# Hardelot-Plage
Hardelot-Plage (Nederlands: Hardelo) is een badplaats in de Franse gemeente Neufchâtel-Hardelot in het departement Pas-de-Calais. De badplaats ligt aan de Opaalkust, in het noordwesten van de gemeente, vijf kilometer van de dorpskern van Neufchâtel.

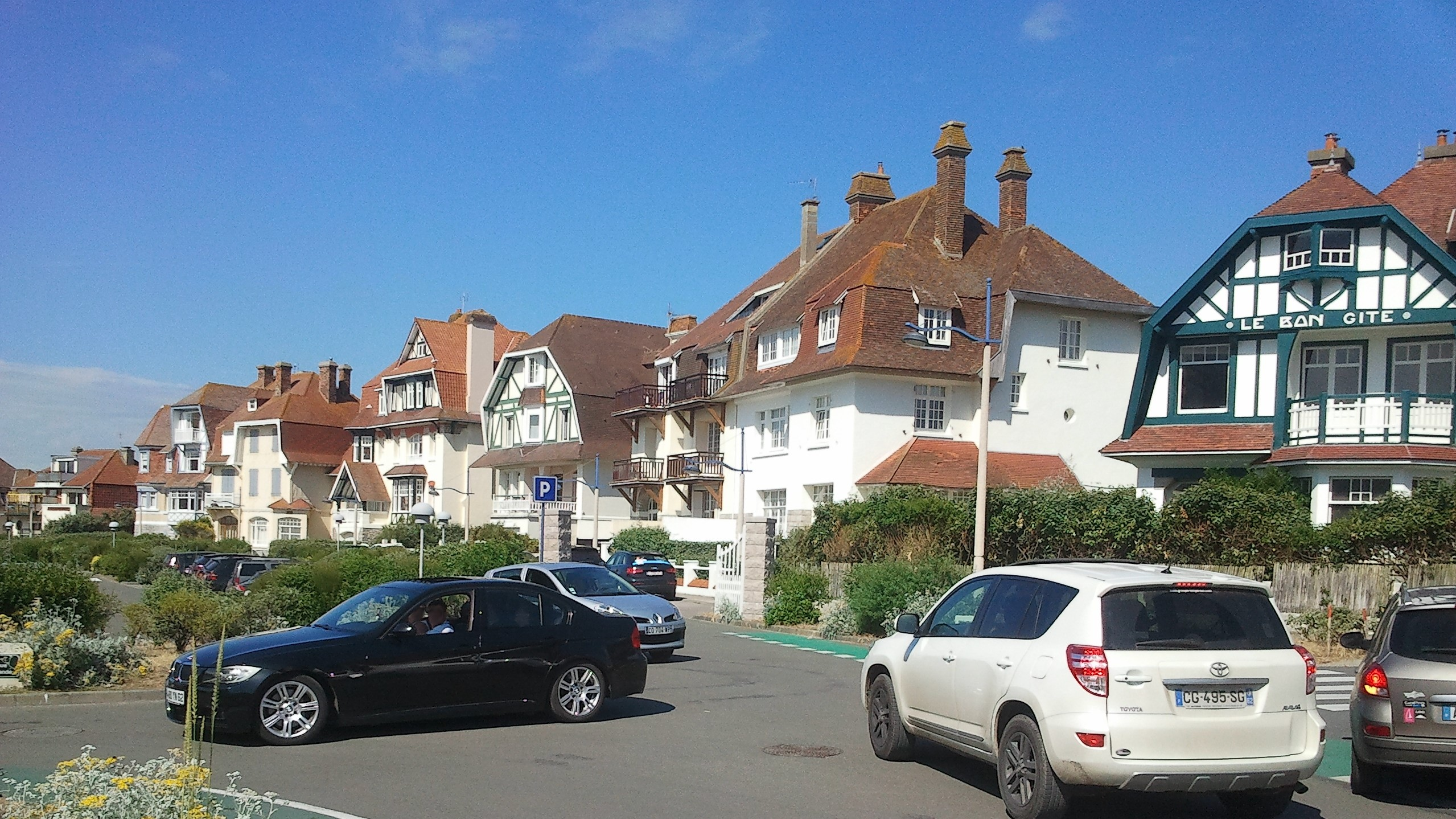
Villa's in Hardelot-Plage

## Geschiedenis

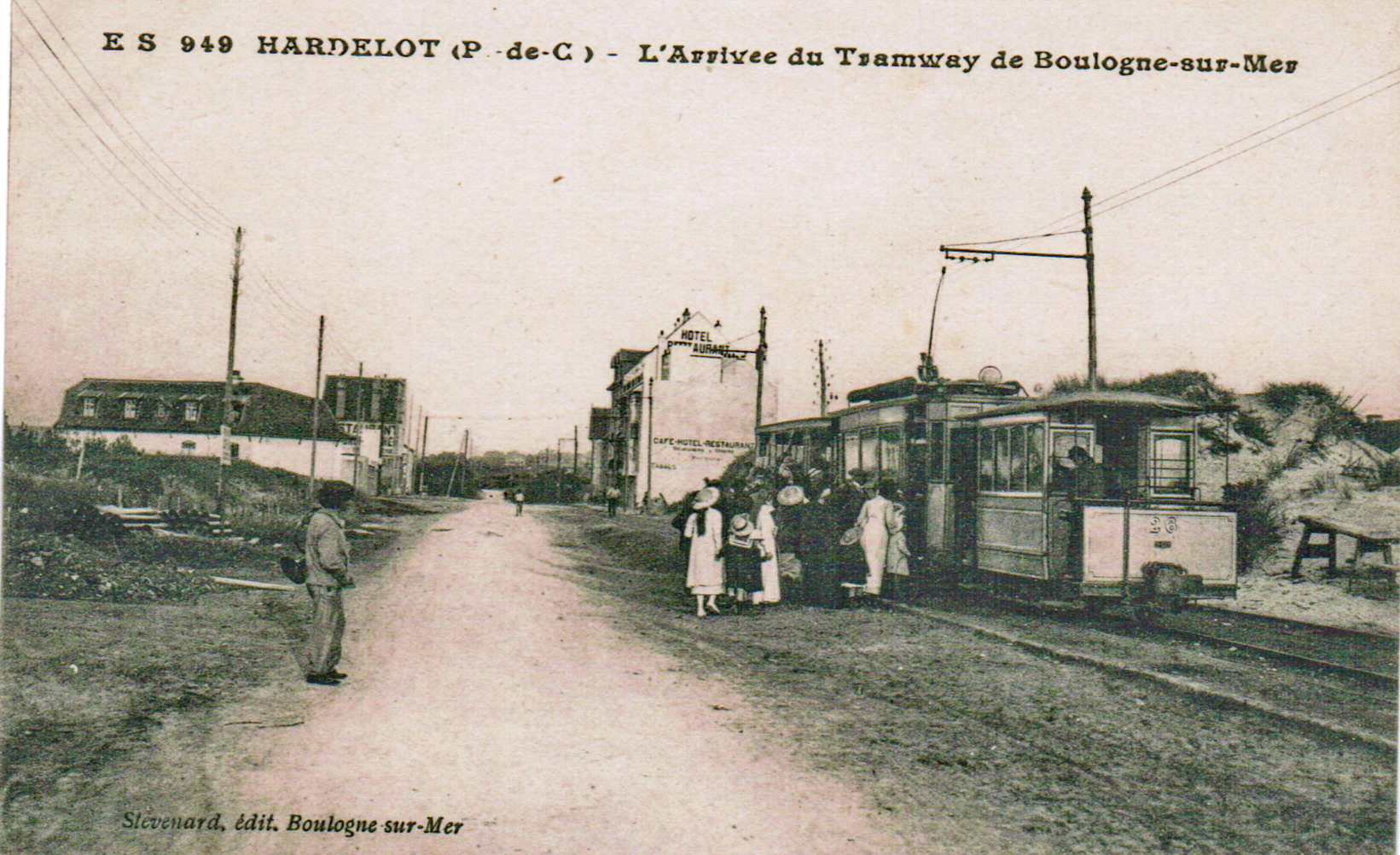
Tram in Hardelot, begin 20e eeuw

Tot het begin van de 20e eeuw was dit een onbewoond bos- en duingebied. Vlakbij bevond zich het Château d'Hardelot, op het grondgebied van buurgemeente Condette. Oude vermeldingen van die plaats dateren uit de 13e eeuw als Hardrelo.
In 1905 besloot de Engelse geldschieter Sir John Whitley hier een nieuwe badplaats op te richten. Whitley was al eigenaar van het Château d'Hardelot en was eerder betrokken geweest bij de uitbouw van Le Touquet-Paris-Plage. Het ontwerp werd toevertrouwd aan de Rijselse architect Louis Marie Cordonnier. Hij ontwierp de badplaats rond een as in oost-westrichting, loodrecht op de kustlijn. Die as zou verbreden rond de kerk en eindigen bij zes tennisterreinen die uitgaven op de zeedijk. De straten ten noorden en zuiden werden daarentegen niet symmetrisch getekend. In 1906 werd een golfterrein aangelegd en werden de eerste villa's opgetrokken. Een groot aantal villa's werden door Cordonnier zelf ontworpen. In 1910 werd Hardelot een parochie. Tegen 1912 waren er een honderdtal villa's gebouwd.
Hardelot kwam de Eerste Wereldoorlog ongeschonden door en was tijdens de oorlog door zijn ligging nabij het front een druk militair centrum. Tijdens het interbellum ontwikkelde Hardelot zich verder tot een mondaine badplaats. Een nieuwe golfbaan en een casino werden in de jaren dertig geopend. De badplaats had wel te lijden onder de Tweede Wereldoorlog en werd geplunderd en beschadigd. Tegen het eind van de oorlog bleven slechts acht villa's bewaard, maar telde de plaats wel 54 bunkers. Ook de kerk werd vernield. Verschillende gebouwen werden na de oorlog heropgebouwd, onder meer door Louis-Stanislas Cordonnier en Louis-Marie Cordonnier-Delemer, zoon en kleinzoon van Louis Marie Cordonnier.
De naam van de jonge kern Hardelot-Plage werd opgenomen in de gemeentenaam van Neufchâtel, toen die in 1954 werd uitgebreid tot Neufchâtel-Hardelot. Hardelot bleef een plaats waar de rijkere klasse zich vestigde. In het oude dorpscentrum van de gemeente Neufchâtel bleef vooral een armere arbeidersbevolking wonen.

## Bezienswaardigheden

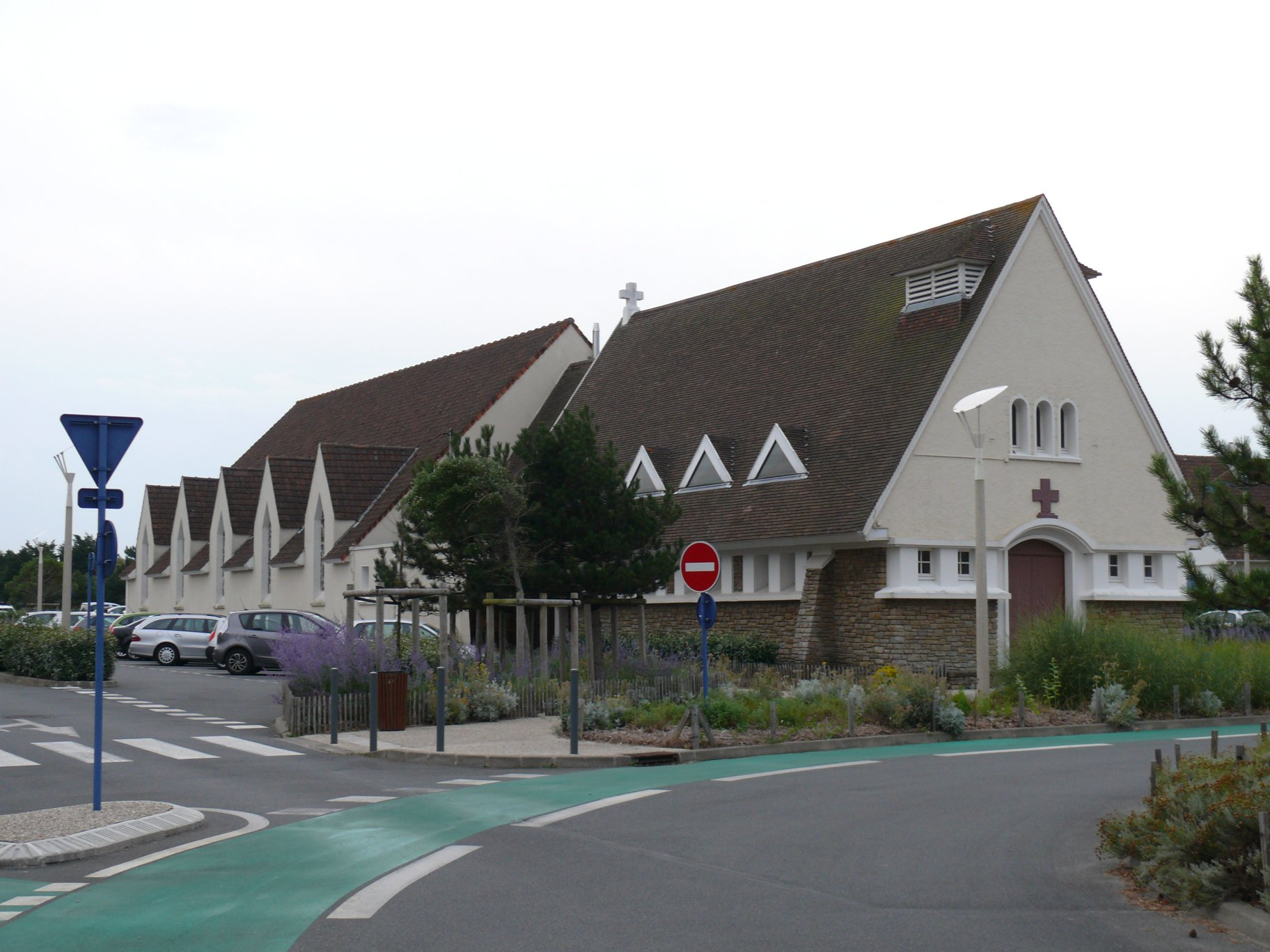
Sint-Augustinus van Canterburykerk

- De Sint-Augustinus van Canterburykerk (Église Saint-Augustin-de-Cantorbéry)

## Sport
Hier bevindt zich de golfbaan Golf d'Hardelot. De baan bestaat uit twee afzonderlijke banen: de Golf des Pins, in 1934 aangelegd ter vervanging van de oude baan uit 1906, en de Golf des Dunes uit 1991.

## Natuur en landschap
Er is strand en er zijn duinen en bossen, met name het gebied om Mont Saint-Frieux en het Forêt d'Hardelot. De hoogte varieert tussen 4 en 152 meter.

## Nabijgelegen kernen
Condette, Equihen-Plage, Neufchâtel-Hardelot